# Fridericia parviflora
sumsweet
Fridericia parviflora là một loài thực vật có hoa trong họ Chùm ớt. Loài này được (Mart. ex DC.) L.G.Lohmann mô tả khoa học đầu tiên năm 2010.